# Cicló polar

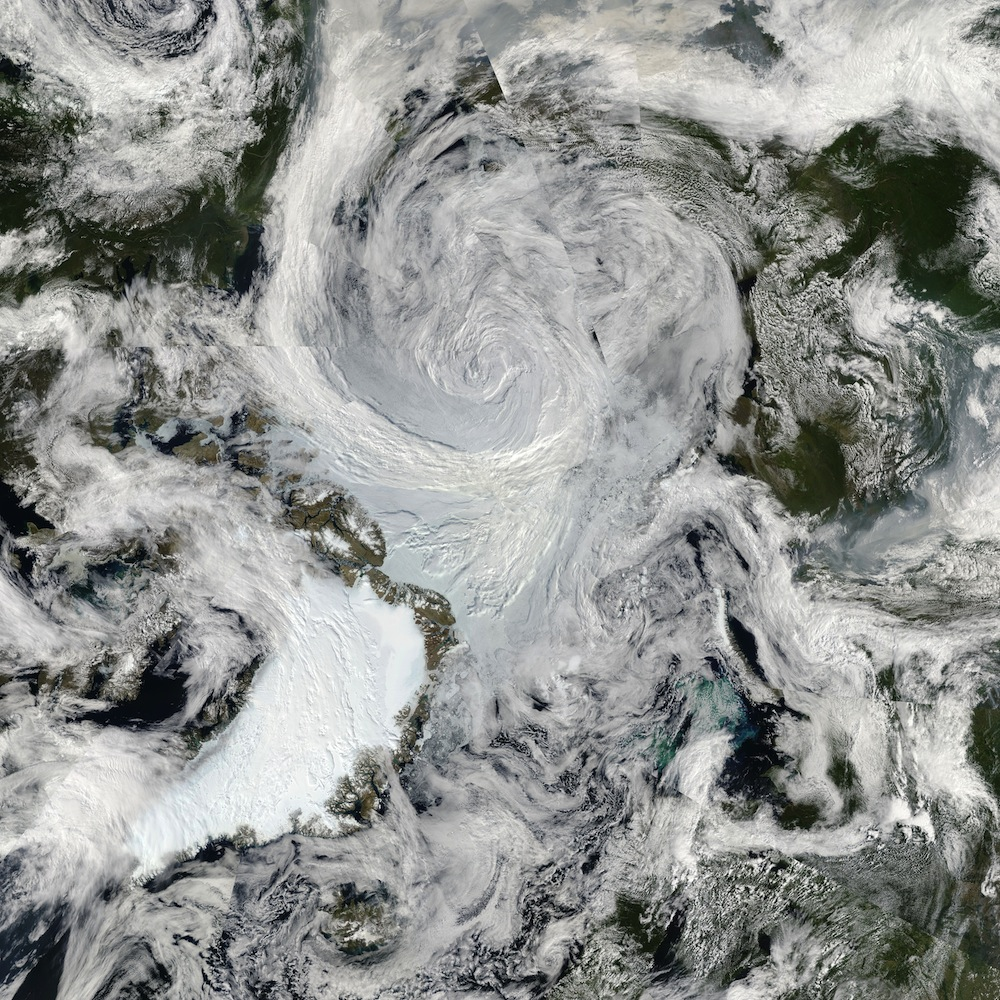
Cicló polar pròxim a la costa d'Alaska el dia 5 d'agost de 2012 desplaçat al centre de l'oceà Àrtic (NASA)

Un cicló polar o cicló àrtic és un sistema atmosfèric extratropical de baixa pressió que en el seu recorregut abasta una àrea entre 1.000 i 2.000 quilòmetres. L'activitat ciclònica és més prevalent en l'Àrtida eurasiàtica, amb 15 ciclons per hivern. Poden ocórrer en qualsevol moment de l'any, encara que els d'estiu, normalment, solen ser més febles que els d'hivern.
Els ciclons àrtics solen ser més freqüents a l'hivern sobre els mars de Groenlàndia, Noruega i Barentsz i sobre l'arxipèlag canadenc, mentre que a l'estiu, es produeixen més a la costa d'Euràsia i l'oceà Àrtic. En general, els ciclons àrtics d'hivern més intensos guanyen la màxima intensitat sobre els mars de Groenlàndia, Noruega i Barentsz. En canvi, la majoria dels ciclons àrtics d'estiu més intensos tendeixen a obtenir la màxima intensitat en latituds més altes i sobre l'oceà Àrtic, al nord de la costa euroasiàtica i l'estret de Bering.
Alguns estudis realitzats mostren diferències entre els sistemes d'estiu i els d'hivern. Els intensos ciclons àrtics d'estiu evolucionen des del punt de màxima intensitat i passen de tenir una estructura baroclínica a una estructura de nucli fred simètric axial a tota la troposfera i una alta temperatura anòmala a la baixa estratosfera.També s'ha conclòs que els ciclons àrtics d'estiu tenen més durada que els ciclons hivernals de l'Àrtic i l'Atlàntic Nord, causant condicions meteorològiques adverses i perllongades.
Els ciclons polars no s'han de confondre amb el que es coneix comunament com a baixa polar. Tampoc s'han de confondre amb els vòrtexs polars, que són ciclons persistents que es desenvolupen a prop dels pols i que abasten una major àrea.
Els ciclons polars tenen menor persistència que els ciclons tropicals i normalment, creixen i es desenvolupen en un termini aproximat de 24 hores. Generen ventades fortes i, en ocórrer en àrees poc poblades, els danys solen ser mínims.
L'activitat dels ciclons àrtics té una relació significativa amb l'escalfament de l'oceà Àrtic i la disminució del gel. Són ciclons menys desenvolupats que els que es produeixen a les regions tropicals. Identificar-los és sovint una tasca complexa.
Els ciclons àrtics són components fonamentals del clima àrtic. Influeixen en el transport de la calor atmosfèrica i la humitat a la regió i també en els fluxos d'energia a la superfície. Poden provocar canvis en el gel marí i aportar energia als oceans.

## Predicció i canvi climàtic
S'han fet simulacions d'alguns dels ciclons àrtics que han succeït durant l'última dècada, on l'escalfament i la pèrdua de gel marí recents no semblaven tenir un efecte notable en el comportament dels ciclons polars. Els científics però, també van fer una simulació d'un Àrtic amb temperatures encara més càlides i amb una menor cobertora de gel marí. Acoblant-hi els models de previsió del canvi climàtic, el resultat va ser un increment dels ciclons i la seva força. Les observacions han demostrat que l'Àrtida s'està escalfant gairebé quatre vegades més ràpid que la resta del planeta. Els científics necessiten més dades sobre els ciclons àrtics per a elaborar prediccions més precises i conèixer amb major exactitud la seva influència.Altres estudis del periode 1979-2015 van trobar que a l'estació freda (desembre-maig), amb menys gel marí, es produïen més ciclons i més forts a la regió.

## Discussió: mesocicló i baixa polar
En el passat hi ha hagut una llarga discussió sobre els termes "mesocicló" i "baixa polar". Les definicions del grup de treball europeu utilitzen el terme "cicló a mesoescala" o "mesocicló" per a tots els ciclons polars cap al pol del front polar amb diàmetres inferiors a 2.000 km. El terme clàssic "baixa polar" s'inclou com a un subtipus que es restringeix als sistemes marítims amb vents de superfície que superin els 15 m/s.